# Avocat (couleur)

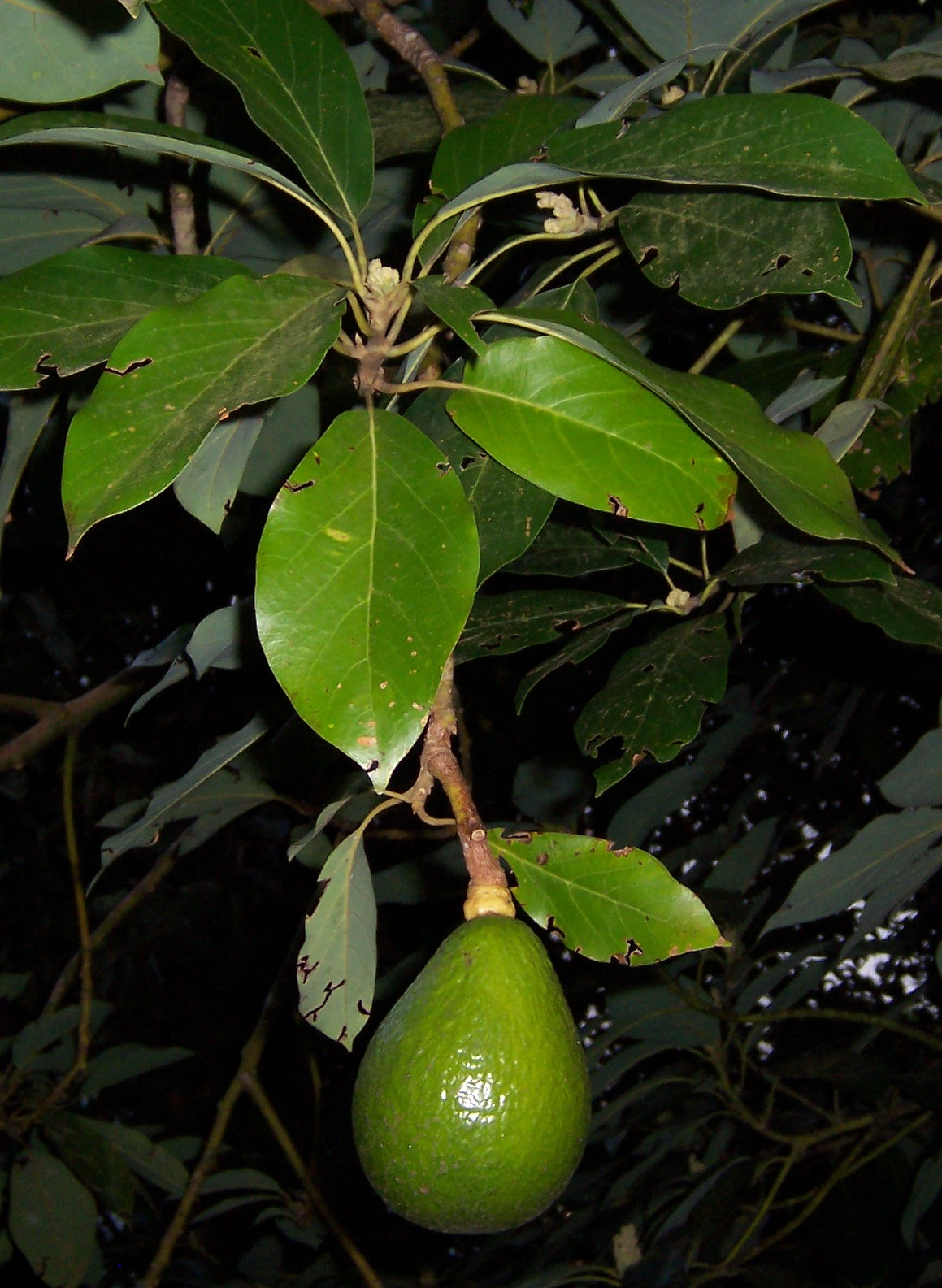
Avocat (fruit) sur l'arbre.

Pour les articles homonymes, voir Avocat.
Cet article court présente un sujet plus développé dans : Vert.
L'avocat ou vert avocat est un nom de couleur en usage dans le domaine de la mode pour désigner un vert sombre, en référence à la couleur de la peau de certaines variétés de l'avocat, un fruit.
Dans les nuanciers, on trouve DMC 904 avocat.